# Die Rückkehr
Die Rückkehr er en tysk film fra 1990 af Margarethe von Trotta.

## Medvirkende
- Stefania Sandrelli som Anna
- Barbara Sukowa som Martha
- Sami Frey som Victor
- Jan Biczycki som Swinarski
- Alexandre Mnouchkine som Andrej
- Jacques Sernas som Dr. Wargnier
- Kadidia Diarra